# Velm-Götzendorf
Velm-Götzendorf osztrák község Alsó-Ausztria Gänserndorfi járásában. 2020 januárjában 773 lakosa volt. 

## Elhelyezkedése

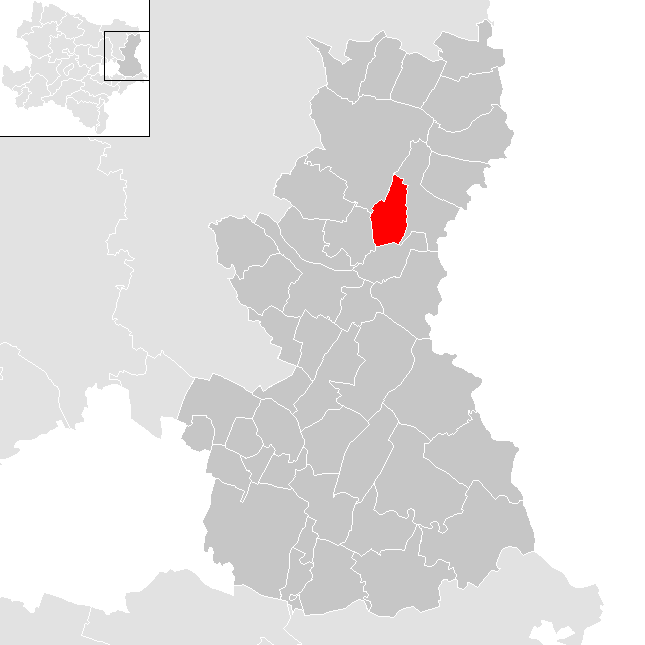
Velm-Götzendorf a Gänserndorfi járásban

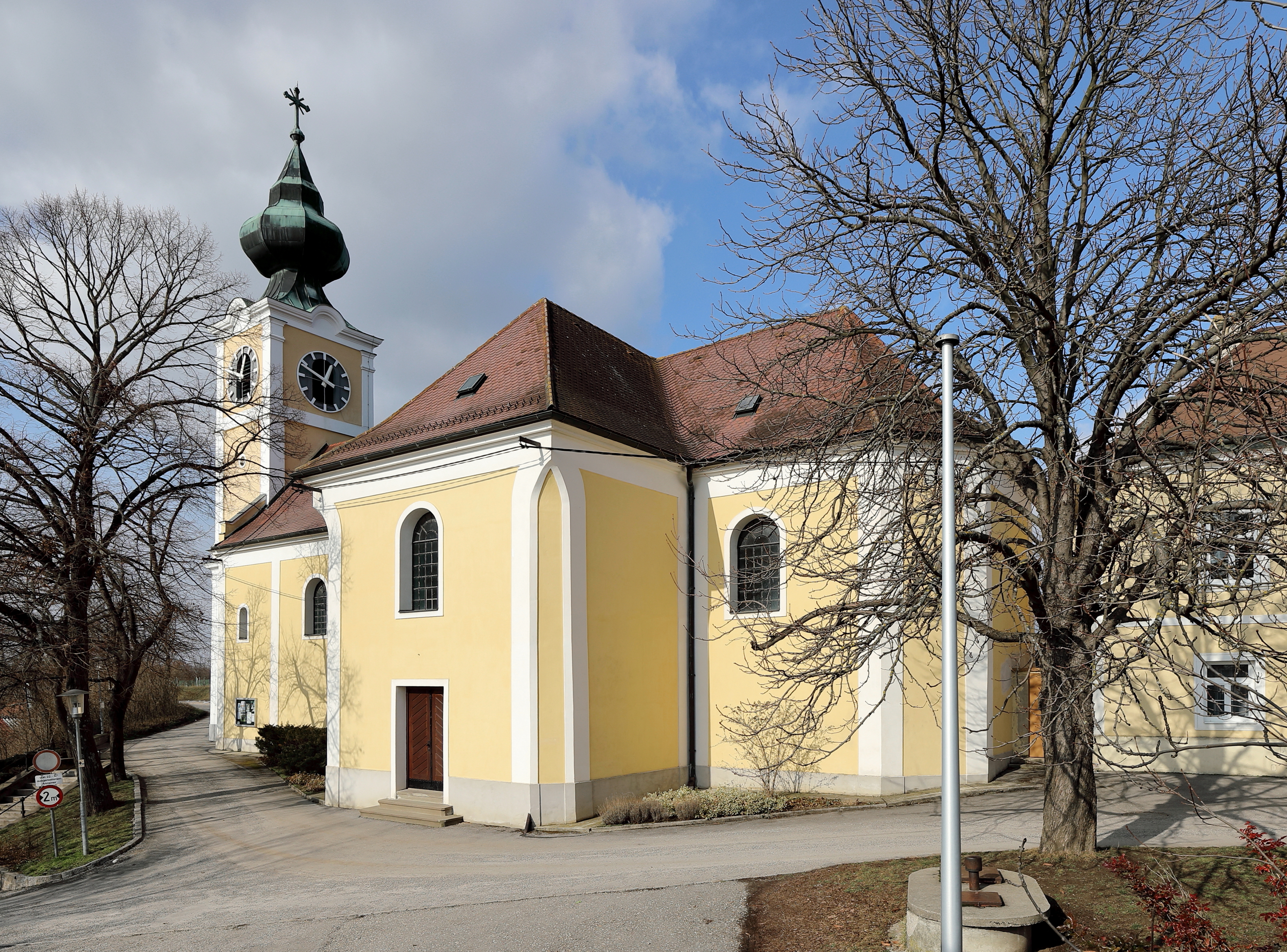
A Szt. Lipót-plébániatemplom

Velm-Götzendorf a tartomány Weinviertel régiójában fekszik a Sulzbach folyó mentén. Területének 3,9%-a erdő, 84,9% áll mezőgazdasági művelés alatt. Az önkormányzathoz két település tartozik: Götzendorf (484 lakos 2020-ban) és Velm (289).  
A környező önkormányzatok: keletre Dürnkrut, délre Ebenthal, délnyugatra Spannberg, északnyugatra Zistersdorf.  

## Története
Götzendorfot 1137-ben említik először.
Az addig önálló Velm és Götzendorf 1967-ben egyesült. 1972-ben javasolták egyesítését Spannberggel, de a javaslatot elvetették. 

## Lakosság
A velm-götzendorfi önkormányzat területén 2020 januárjában 773 fő élt. A lakosságszám 1900 óta csökkenő tendenciát mutat. 2018-ban az ittlakók 95%-a volt osztrák állampolgár; a külföldiek közül 0,9% a régi (2004 előtti), 2,4% az új EU-tagállamokból érkezett. 1,3% a volt Jugoszlávia (Szlovénia és Horvátország nélkül) vagy Törökország, 0,4% egyéb országok polgára volt. 2001-ben a lakosok 87,7%-a római katolikusnak, 1,4% evangélikusnak, 2,3% mohamedánnak, 7,7% pedig felekezeten kívülinek vallotta magát. Ugyanekkor egy magyar élt a községben; a legnagyobb nemzetiségi csoportot a német (96,3%) mellett a horvátok alkották 1,5%-kal. 
A népesség változása:

| 2016 | 738 |
| 2018 | 735 |

## Látnivalók
- a Szt. Lipót-plébániatemplom
- az 1709-ben emelt Mária-oszlop

## Fordítás
- Ez a szócikk részben vagy egészben  a   Velm-Götzendorf című német Wikipédia-szócikk ezen változatának fordításán alapul.  Az eredeti cikk szerkesztőit annak laptörténete sorolja fel. Ez a jelzés csupán a megfogalmazás eredetét és a szerzői jogokat jelzi, nem szolgál a cikkben szereplő információk forrásmegjelöléseként.